# Procès des sorcières de Bury St Edmunds

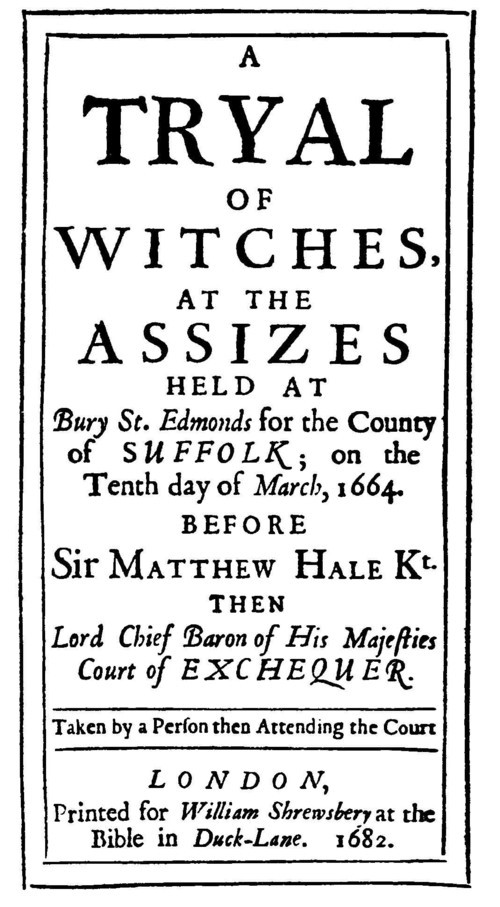
Page couverture du rapport sur le procès tenu en 1662, même si la page couverture indique de façon erronée mars 1664 March, 1664.

Les procès des sorcières de Bury St Edmunds furent conduits de façon intermittente entre 1599 et 1694 dans la ville de Bury St Edmunds au Suffolk en Angleterre. De cette série de procès, deux, tenus en 1645 et en 1662, sont historiquement bien connus. Le procès de 1645, suscité par Matthew Hopkins, qui s'auto-proclamait Witch Finder Generall (« chasseur de sorcières en chef »), mena à l'exécution de dix-huit personnes en une seule journée. Le jugement rendu par le futur lord juge en chef d'Angleterre et du pays de Galles Matthew Hale en 1662 servit de puissant incitatif à la poursuite des persécutions des prétendues sorcières en Angleterre et dans les colonies américaines.

## Juridiction
Bury St Edmunds était le lieu où se tenaient des Courts of Piepowders, cours de justice qui s'occupaient des affaires touchant le marché (par exemple, disputes entre commerçants, vols ou violences physiques), et le siège des assizes du comté de Suffolk, ce dernier depuis que l'abbaye bénédictine de Bury St Edmunds fut nommée responsable d'une liberty, c'est-à-dire un lieu où le droit d'un monarque de recevoir des revenus d'une propriété d'un diocèse ou d'une abbaye était révoqué et la terre détenue par un mesne lord,,. Pour les fins du gouvernement civil, la ville et le reste du comté étaient très distincts, chacun fournissant un grand jury aux assizes.

## Les procès
Le premier compte-rendu d'un procès pour sorcellerie à Bury St Edmunds remonte à 1599 quand Jone Jordan de Shadbrook (Stradbroke aujourd'hui) et Joane Nayler furent jugés, mais il n'existe aucun compte-rendu des accusations ou du verdict. La même année, Oliffe Bartham de Shadbrook fut exécuté pour « avoir envoyé trois crapauds ravager le sommeil de Joan Jordan ».

### Le procès de 1645
Le procès de 1645 fut suscité par Matthew Hopkins, Witch Finder Generall auto-proclamé, sous la supervision de John Godbolt dans une cour spéciale. Le 27 août 1645, pas moins de 18 « sorcières » furent pendues à Bury St Edmunds :
- Anne Alderman, Rebecca Morris et Mary Bacon de Chattisham ;
- Mary Clowes de Yoxford ;
- Sarah Spindler, Jane Linstead, Thomas Everard (tonnelier) et sa femme Mary de Halesworth ;
- Mary Fuller de Combs au Suffolk, près de Stowmarket ;
- John Lowes, vicaire de Brandeston ;
- Susan Manners, Jane Rivet et Mary Skipper de Copdock, près d'Ipswich ;
- Mary Smith de Glemham ;
- Margery Sparham de Mendham au Suffolk ;
- Katherine Tooly de Westleton ;
- Anne Leech et Anne Wright[11].

Sharpe a estimé que tous les procès pour sorcellerie tenus en Angleterre entre le début du XVe siècle et le début du XVIIIe siècle ont mené à l'exécution d'environ 500 femmes. Ce procès pèse donc pour environ 3,6 % du total.

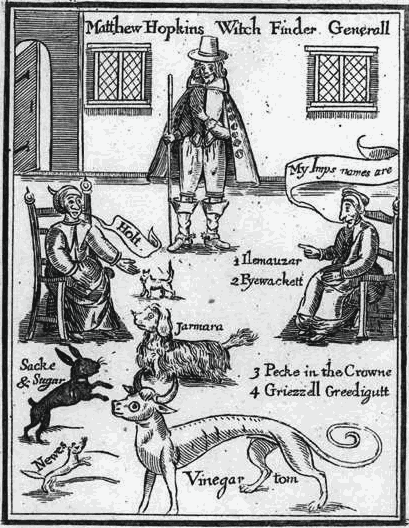
Page couverture de l'ouvrage The Discovery of Witches (1647) rédigé par Matthew Hopkins, Witch Finder Generall auto-proclamé. Il est représenté en haut au centre. Les deux prétendues sorcières, à gauche et à droite, identifient leurs familiers.

Dans son livre A Confirmation and Discovery of Witchcraft, John Stearne, un associé de Matthew Hopkins surnommé de temps à autre « chasseur de sorcières », et « piqueur de sorcières »,, écrit qu'il y avait 120 autres personnes emprisonnées en attente d'être jugées, dont 17 hommes. En 1665, Thomas Ady affirma qu'il y en avait une centaine, alors que d'autres mentionnèrent presque 200. À la suite d'un ajournement de trois jours provoqué par l'avance de l'armée du roi, la deuxième séance de la cour mena à 68 condamnations,, alors que des rapports indiquent des « exécutions de masse de 60 ou 70 sorcières »,. La chasse et le procès des prétendues sorcières furent menés par Hopkins et Stearne comme s'il s'agissait d'une campagne militaire. En effet, ils utilisèrent le langage militaire pour obtenir de l'aide et décrire leurs entreprises. Les têtes rondes de l'époque avaient fort à faire alors que les cavaliers de l'armée du roi se dirigeaient vers Cambridgeshire, mais des voix s'élevèrent contre ces agissements. Avant le procès, un rapport fut remis au parlement anglais : « ... comme si des hommes industrieux avaient utilisé des arts nocifs pour soutirer une telle confession, ». Un tribunal spécial dirigé par un juge d'assises fut mis sur pied pour juger ces sorcières. Après le procès et les exécutions, le Moderate Intelligencer, un journal parlementaire publié pendant la Première guerre civile anglaise, exprima son malaise dans un éditorial du 4-11 septembre 1645 :

« Mais d'où vient que les démons ne s'associent qu'avec des femmes stupides qui ne savent pas reconnaître leur main droite de leur main gauche ? C'est un grand mystère... Il semble qu'ils ne s'intéressent à personne d'autre que de pauvres vieilles femmes, si l'on en croit les nouvelles qui nous viennent de Bury, ces jours-ci. Plusieurs ont été condamnées, certaines exécutées et d'autres vont l'être. La vie est précieuse et une inquisition sérieuse est nécessaire pour qu'elle soit enlevée,,. »

### Le procès de 1662
Un autre procès se tint le 10 mars 1662 quand deux veuves âgées, Rose Cullender et Amy Denny (Deny / Duny), demeurant à Lowestoft, furent accusées de sorcellerie par leurs voisins. Elles firent face à treize accusations d'ensorcellement contre plusieurs enfants dont l'âge allait de quelques mois à 18 ans, activité qui aurait provoqué la mort d'un des enfants. Il est possible que les deux aient été au courant des « pouvoirs » de l'autre, car elles demeuraient dans le même village. Cullender était membre d'une famille de propriétaires, alors que Denny était la veuve d'un travailleur. Le seul autre lien connu entre les deux était une tentative d'acheter des harengs à un commerçant de Lowestoft, Samuel Pacy, dont les deux filles, Elizabeth et Deborah, furent « victimes » des accusées. Samuel Pacy et sa sœur Margaret fournirent des preuves contre les deux veuves qui furent jugées au tribunal des Assizes tenu à Bury St Edmunds selon les termes du Witchcraft Act de 1604 par l'un des plus éminents juges de l'époque, Matthew Hale, le Lord Chief Baron of the Exchequer du moment. Le jury les déclara coupables des treize chefs d'accusation de sorcellerie malveillante et le juge les condamna à être exécutées. Elles furent pendues à Bury St Edmunds le 17 mars 1662.
Le philosophe, médecin et auteur Thomas Browne assista au procès. Le compte-rendu d'évènements similaires survenus au Danemark par quelqu'un d'aussi éminent que Browne semblait confirmer la culpabilité des accusées,. Il témoigna que « les jeunes accusatrices de Denny et Cullander étaient affligées de problèmes organiques, mais elles avaient sans l'ombre d'un doute été ensorcelées, ». Il avait déjà exprimé sa croyance dans l'existence des sorcières vingt ans auparavant dans sa Religio Medici, publiée en 1643 : « ceux qui doutent d'elles, ne font pas que les dénier elles, mais les esprits aussi, et sont obliquement, en conséquence, une sorte non pas d'infidèles, mais d'athéistes, ».
Ce procès devint un modèle, et fut référencé, pour les procès des sorcières de Salem au Massachusetts, États-Unis, lorsque des magistrats tentèrent de rendre légitime l'usage de preuves spectrales, preuves s'appuyant sur des rêves et des visions, dans une cour de justice,,. Le révérend John Hale, dont la femme fut accusée de sorcellerie à Salem, fit observer dans son ouvrage Modest Inquiry into the Nature of Witchcraft que les juges cherchèrent des précédents et mentionna A Tryal of Witches parmi les ouvrages consultés. À propos des procès tenus à Salem, Cotton Mather, dans son Wonders of the Invisible World publié en 1693, attira l'attention sur le procès tenu au Suffolk et écrivit que le juge indiqua que les preuves spectrales pouvaient servir à lancer des enquêtes, mais n'étaient pas admissibles en cour.

### Procès postérieurs
Une femme et sa fille, de la famille Boram, furent jugées lors d'un procès tenu en 1655 et probablement pendues. Le dernier procès fut tenu en 1694 quand le lord juge en chef John Holt (en), « qui fit plus que tout autre homme de l'histoire anglaise pour faire cesser les persécutions contre les sorcières, », parvint à faire acquitter Mother Munnings' du village d'Hartis (Hartest aujourd'hui) accusée de « prognostications » qui provoquaient la mort. John Holt « dirigea si bien le jury qu'elle fut acquittée, ».